# Championnat de Cuba de football 2022
Navigation
Saison précédente Saison suivante
La saison 2022 du Campeonato Nacional de Cuba est la cent-sixième édition du championnat de Cuba de football.
Avec l'irruption de la pandémie de Covid-19 à Cuba en mars 2020, l'édition 2019-2020 n'est pas menée à son terme. Ce n'est qu'en décembre 2021 que la reprise des activités est annoncée avec une saison revenant sur le calendrier civil à partir du 5 février 2022.
Pour une seconde fois consécutive, le championnat est divisé en deux tournois, Apertura et Clausura. Lors du tournoi d'ouverture joué de février à mai, les seize équipes participantes sont divisées en deux groupes de huit sur des bases géographiques. Chaque club joue deux fois contre les autres de son groupe pour un total de quatorze rencontres. Les deux vainqueurs de chaque groupe s'affrontent alors pour une finale sur un match unique. Les quatre meilleures formations de chaque groupe se qualifient également pour le tournoi de clôture qui a lieu entre septembre et décembre. Les deux premiers de ce nouveau groupe se retrouvent ensuite en finale pour déterminer le vainqueur du tournoi.
En battant le FC Santiago de Cuba aux tirs au but lors de la finale du tournoi de clôture, le FC Artemisa s'octroie son premier titre de champion de Cuba.

## Les seize équipes participantes
Ces tableaux présentent les seize équipes qualifiées pour disputer le championnat 2022. Classés par groupe, on retrouve dans ces tableaux le nom des clubs et la localisation de ces derniers. Comme il est de coutume, chaque province est représentée par une équipe.
| Équipe                 | Ville         | Province           |
| FC Artemisa            | San Cristóbal | Artemisa           |
| FC Cienfuegos          | Cienfuegos    | Cienfuegos         |
| FC Isla de la Juventud | Nueva Gerona  | Île de la Jeunesse |
| FC La Habana           | La Havane     | La Havane          |
| FC Matanzas            | Matanzas      | Matanzas           |
| FC Mayabeque           | Güines        | Mayabeque          |
| FC Pinar del Río       | Pinar del Río | Pinar del Río      |
| FC Villa Clara         | Zulueta       | Villa Clara        |

| \| Artemisa Mayabeque Matanzas Holguín Camagüey La Habana Santiago de Cuba Villa Clara Cienfuegos Guantánamo Las Tunas Ciego de Ávila Isla de la Juventud Granma Sancti Spíritus Pinar del Río \| Localisation des équipes engagées. |
| Artemisa Mayabeque Matanzas Holguín Camagüey La Habana Santiago de Cuba Villa Clara Cienfuegos Guantánamo Las Tunas Ciego de Ávila Isla de la Juventud Granma Sancti Spíritus Pinar del Río                                          |

| Artemisa Mayabeque Matanzas Holguín Camagüey La Habana Santiago de Cuba Villa Clara Cienfuegos Guantánamo Las Tunas Ciego de Ávila Isla de la Juventud Granma Sancti Spíritus Pinar del Río |

Liga Oriental
| Équipe              | Ville            | Province         |
| CF Camagüey         | Minas            | Camagüey         |
| FC Ciego de Ávila   | Morón            | Ciego de Ávila   |
| CF Granma           | Jiguaní          | Granma           |
| FC Guantánamo       | Guantánamo       | Guantánamo       |
| FC Holguín          | Banes            | Holguín          |
| FC Las Tunas        | Manatí           | Las Tunas        |
| FC Sancti Spíritus  | Sancti Spíritus  | Sancti Spíritus  |
| FC Santiago de Cuba | Santiago de Cuba | Santiago de Cuba |

## Compétition

### Format
Le championnat est divisé en deux tournois, Apertura et Clausura. Lors du tournoi d'ouverture joué de février à mai, les seize équipes participantes sont divisées en deux groupes de huit sur des bases géographiques. Chaque club joue deux fois contre les autres de son groupe pour un total de quatorze rencontres. Les deux vainqueurs de chaque groupe s'affrontent alors pour une finale sur un match unique. Les quatre meilleures formations de chaque groupe se qualifient également pour le tournoi de clôture qui a lieu entre septembre et décembre. Les deux premiers de ce nouveau groupe se retrouvent ensuite en finale pour déterminer le vainqueur du tournoi. Les champions de chacun des deux tournois s'affrontent finalement sur un match pour déterminer le championnat national de la saison 2022.

### Apertura

#### Classements
Certaines rencontres reportées ne sont pas jouées ni rattrapées à cause de l'absence de conséquences au classement.
| Rang | Équipe                 | Pts | J  | G  | N | P  | Bp | Bc | Diff |
| ---- | ---------------------- | --- | -- | -- | - | -- | -- | -- | ---- |
| 1    | FC Artemisa            | 35  | 14 | 11 | 2 | 1  | 39 | 12 | +27  |
| 2    | FC La Habana           | 26  | 13 | 8  | 2 | 3  | 27 | 13 | +14  |
| 3    | FC Cienfuegos          | 25  | 13 | 7  | 4 | 3  | 28 | 20 | +8   |
| 4    | FC Villa Clara         | 23  | 13 | 7  | 2 | 4  | 19 | 13 | +6   |
| 5    | FC Pinar del Río T     | 17  | 13 | 4  | 5 | 4  | 13 | 14 | -1   |
| 6    | FC Matanzas            | 11  | 12 | 3  | 2 | 7  | 12 | 23 | -11  |
| 7    | FC Mayabeque           | 4   | 13 | 1  | 1 | 11 | 6  | 32 | -26  |
| 8    | FC Isla de la Juventud | 3   | 10 | 1  | 0 | 9  | 8  | 24 | -16  |

| Rang | Équipe              | Pts | J  | G  | N | P  | Bp | Bc | Diff |
| ---- | ------------------- | --- | -- | -- | - | -- | -- | -- | ---- |
| 1    | FC Santiago de Cuba | 37  | 14 | 12 | 1 | 1  | 32 | 8  | +24  |
| 2    | CF Camagüey         | 27  | 14 | 8  | 3 | 3  | 24 | 14 | +10  |
| 3    | FC Las Tunas        | 26  | 13 | 8  | 2 | 3  | 19 | 8  | +11  |
| 4    | FC Guantánamo       | 23  | 14 | 6  | 5 | 3  | 20 | 10 | +10  |
| 5    | CF Granma           | 17  | 14 | 4  | 5 | 5  | 17 | 15 | +2   |
| 6    | FC Ciego de Ávila   | 12  | 14 | 3  | 3 | 8  | 6  | 21 | -15  |
| 7    | FC Holguín          | 9   | 13 | 2  | 3 | 8  | 8  | 20 | -12  |
| 8    | FC Sancti Spíritus  | 2   | 14 | 0  | 2 | 12 | 1  | 31 | -30  |

Légende :

#### Finale
| 15 mai 2022 | FC Santiago de Cuba | 7 - 0 | FC Artemisa | Stade Antonio Maceo, Santiago de Cuba |
| 16h00       |                     |       |             |                                       |
|             | Rapport             |       |             |                                       |